# La Femme et le Pantin (film, 1935)
Pour les articles homonymes, voir La Femme et le Pantin.
Pour plus de détails, voir Fiche technique et Distribution.
La Femme et le Pantin (The Devil Is a Woman) est un film américain réalisé par Josef von Sternberg, sorti en 1935, et présenté à la 3e Mostra de Venise. Septième et dernier film pour le couple Marlène Dietrich / Josef von Sternberg après L'Ange bleu, Cœurs brûlés, Agent X 27, Shanghaï Express, Blonde Vénus et L'Impératrice rouge.
Inspiré du roman de Pierre Louÿs, La Femme et le Pantin, le film raconte la rivalité d'un jeune homme, Antonio Galvan, et d'un homme plus âgé, Don Pascual, dans la tentative d'obtenir les faveurs de la belle et capricieuse Concha Perez.
Le film fut sélectionné à la 3e Mostra de Venise en 1935, où il remporte le prix de la meilleure photographie. Il peut être considéré comme maudit car il marque la fin de la collaboration artistique entre Josef von Sternberg et Marlene Dietrich (ils mettront du temps à s'en remettre sur le plan artistique, surtout Sternberg), vit nombre de ses copies détruites à la demande du gouvernement espagnol et demeura alors invisible jusqu'en 1959, où il fut remis en circulation grâce à l'exemplaire personnel que possédait Dietrich.

## Synopsis
Lors du carnaval de Séville, au début du XXe siècle, le jeune Antonio Galvan, républicain exilé à Paris, profite de l'agitation et de la foule présente dans la ville pour rendre visite à sa mère. Lors du défilé, il remarque une sublime créature entourée de ballons dans un des chars, coiffée d'une mantille et le visage masqué d'un loup. Il la suit après le défilé, manquant se faire surprendre par les carabiniers. Se faisant annoncer chez la dame, il obtient en retour un mot de celle-ci, caché dans un diable en boîte, lui donnant rendez-vous le soir même, sur la promenade des sycomores.
Se rendant alors dans un bar, il rencontre Don Pascual Costelar, un vieil ami capitaine ; il est surpris de le croiser en civil : Don Pasqual lui annonce qu'il a quitté l'armée à cause d'une femme. Antonio lui dit alors qu'il a rencontré lors du défilé une jeune personne avec qui il a rendez-vous le soir même. Lorsque Don Pascual apprend qu'elle se nomme Concha Perez, il change de visage et conseille à Antonio de se méfier d'elle, car elle est la femme la plus dangereuse qui soit. Intrigué, Antonio demande des explications à son vieil ami.
Cinq ans auparavant, rentrant de vacances en France en train, le capitaine Costelar se trouve bloqué par une avalanche avec tous les passagers. Agacé par une bohémienne qui danse dans le compartiment exigu, une jeune femme lui fait alors des croche-pieds qui finissent par déclencher une bataille entre les passagers. Les carabiniers interviennent, et le capitaine, Don Pascual, prend sous sa protection la jeune femme, puis, à son retour à Séville, demande son adresse à celle-ci, Concha Perez, qu'elle refuse de lui donner, citant sa mère : « Mère dit que les mouches ne rentrent pas dans une bouche fermée ! » 
Plus tard, le capitaine choisit d'intégrer un comité qui surveille les conditions de travail dans une fabrique de cigarettes de la ville. Visitant la fabrique, il y croise à nouveau la jeune Concha Perez et lui donne une pièce en or en échange d'une cigarette roulée par ses mains. Mais mieux encore, la jeune femme lui demande de l'attendre à la sortie de l'usine, lui ayant néanmoins fait comprendre qu'elle habite avec sa mère. À la fin de sa journée, Concha retrouve Don Pascual et s'enquiert de savoir s'il n'est pas risqué pour lui de traîner avec une fille comme elle. Il lui répond que non, et la raccompagne chez elle où il croise un homme présenté comme un cousin et la mère de Concha, qui, voyant à qui elle a affaire, parvient à obtenir de l'argent de Don Pascual, lui faisant remarquer lourdement son inquiétude pour sa fille, obligée de travailler près des filles de la fabrique depuis le décès de son mari voilà quinze ans. Don Pascual lui donne alors une somme plus importante encore, censée libérer Concha de ses obligations professionnelles. Pendant que la señora Perez va payer le propriétaire, Concha embrasse fougueusement Don Pascual puis le rejette aussi brutalement, lui reprochant son aplomb, et lui disant : « Je vous ai aimé une minute ; je vous interdis de m'embrasser si vous ne m'aimez pas ! »
Poursuivant son récit à Antonio, Don Pascual lui raconte qu'ensuite, il est retourné chez Concha trente fois au mois pendant trois mois et qu'elle n'était jamais là, mais avec un cousin ou à son cours de danse d'après sa mère. Il donne alors une forte somme d'argent à la señora Perez, pour qu'elle prenne soin de l'éducation de sa fille et ne soit plus dans le besoin, ne pouvant l'épouser à cause de son statut de militaire. Les deux femmes déménagent alors sans laisser d'adresse. 
Finalement, Concha réapparaît un jour chez Don Pascual, éplorée, lui disant qu'elle ne cesse de penser à lui depuis toujours, et qu'elle et sa mère sont à nouveau à court d'argent. Don Pascual la demande alors en mariage pour soulager tous ses problèmes, et Concha lui répond que sa mère est également venue et qu'il n'a qu'à régler les problèmes financiers avec elle. Elles disparaissent à nouveau.
Encore plus tard, Don Pascual, en mission sur la côte pour surveiller les fortifications, croise à nouveau Concha dans un cabaret où elle se produit, chantant Three sweethearts have I. Il la suit à nouveau, expliquant son attitude ainsi : « J'avais deux solutions : la tuer ou la quitter. J'ai choisi la troisième ! » Chez elle, il croise Morenito, torero visiblement amant de Concha. Mais cette dernière parvient à soutirer de l'argent à Don Pascual pour nourrir son torero. Souhaitant racheter son contrat auprès de la tenancière du cabaret, Tuerta, Don Pascual essaie de traiter avec elle, mais elle refuse sans l'accord de Concha. Au cabaret, celle-ci, fatiguée, refuse de discuter avec Don Pascual, arguant qu'elle va se reposer mais passe en réalité du bon temps avec Morenito. Furieux, Don Pascual la violente.
Le lendemain, Concha vient s'excuser auprès de Don Pasqula de son attitude. Il lui demande de partir avec elle. Elle invoque son contrat inachevé. Don Pascual parvient à le racheter à Tuerta. Folle de joie, Concha se précipite chez lui pour le remercier, puis lui dit qu'elle part en promenade sans lui. Don Pascual comprend une fois de plus qu'il a été joué, Concha montant en calèche avec Morenito en lui disant : « Si je ne suis pas rentré dans une semaine, ne m'attends pas ! » Devant le scandale, Don Pascual est donc amené à démissionner.
Voilà toutes raisons qui poussent Don Pascual à conseiller à son ami Antonio de fuir Concha Perez. Le jeune révolutionnaire jure alors à son ami qu'il part pour la France le soir même.

## Fiche technique
- Titre : La Femme et le Pantin
- Titre original : The Devil Is a Woman
- Réalisation : Josef von Sternberg
- Scénario : John Dos Passos et Sam Winston d'après un roman de Pierre Louÿs
- Production : Josef von Sternberg et Emanuel Cohen producteur exécutif (non crédité)
- Société de production et de distribution : Paramount Pictures
- Musique : Ralph Rainger et Andrea Setaro
- Musique Cappricio espagnol : Nikolaï Rimski-Korsakov
- Photographie : Josef von Sternberg et Lucien Ballard (non crédité)
- Montage : Sam Winston (non crédité)
- Direction artistique : Hans Dreier et Josef von Sternberg
- Costumes : Travis Banton et Henry West (non crédité)
- Pays de production : États-Unis
- Début du tournage : 15 octobre 1934
- Format : Noir et blanc - 35 mm - 1,37:1 - Son : mono (Western Electric Noiseless Recording)
- Durée : 79 minutes
- Genre : Comédie dramatique et romance
- Date de sortie :
  - États-Unis : 3 mai 1935 (New York)
- Affiches : Marcel Jeanne, Roger Soubie (France)

## Distribution
- Marlène Dietrich : Concha Perez
- Lionel Atwill : Capitaine Don Pascual 'Pascualito' Costelar
- Edward Everett Horton : Gouverneur Don Paquito 'Paquitito'
- Alison Skipworth : Senora Perez
- Cesar Romero : Antonio Galvan
- Don Alvarado : Morenito
- Tempe Pigott : Tuerta
- Francisco Moreno : Alphonso

Acteurs non crédités :
- John George : un mendiant
- Joel McCrea (scènes supprimées : remplacé par Cesar Romero) : Antonio Galvan
- Morgan Wallace : Dr Mendez
- Lawrence Grant

## Tournage
Titre du film pendant le tournage : Capriccio espagnol, Carnival in Spain. Ernst Lubitsch, devenu directeur de la Paramount, refuse ce titre, qu'il ne juge pas assez parlant, et le remplace par celui que l'on connaît aujourd'hui, estimé plus accrocheur. Mais c'est aussi un bon moyen pour Lubitsch de rappeler à Sternberg, qui n'aime pas obéir à ses supérieurs, qui est le chef.
Lors de la scène du carnaval - et de la première apparition de Dietrich - c'est le réalisateur lui-même qui tire à la carabine pour crever les ballons derrière lesquels se cache la star. « Pas un tremblement de paupières, pas le plus léger tiraillement dans le large sourire éblouissant ne furent enregistrés par la caméra en un moment ou n'importe quelle autre femme que cette extraordinaire créature aurait tremblé de peur » (von Sternberg). À la demande de Marlène, la scène fut refaite plusieurs dizaines de fois (« non, on la refait, mon œil gauche cillait ; non, ma lèvre supérieure a tremblé ».) Le perfectionnisme du duo artistique est ici à son apogée.
Marlène Dietrich retrouve Lionel Atwill, avec qui elle a tourné le Cantique des cantiques en 1933.
Joel Macrea fit un essai pour le film ; von Sternberg le fit répéter une cinquantaine de fois la même scène - demander une tasse de café - puis le refusa et le fit remplacer par César Roméro.
La fille de Marlène Dietrich, Maria Riva estime que ce film marque une rupture dans la carrière de sa mère, car ensuite, « Dietrich ne recréa plus jamais son image - elle ne fit que la perpétuer. »

## Critiques

### À la sortie du film
Ce film fut, à l'époque de sa sortie, un échec critique et financier, et marqua la fin du duo artistique von Sternberg / Dietrich. Von Sternberg aura par la suite de plus en plus de mal à réaliser des films, et Marlene, si elle va encore tourner dans vingt-sept films, deviendra moins intéressée par le cinéma, et sera même qualifiée de « poison du box-office » à la fin de la décennie 1930. 
À la sortie du film, le critique du New York Journal-American écrit que « l'intrigue est (...) absurde, (...) artificielle et fait abus des répétitions. » Celui du New York Sun dit avoir vu « le film le plus terne de la saison », et celui du Herald Tribune l'estime « presque entièrement vidé de toute substance dramatique. »
En revanche, le New York Times trouve que « Depuis l'Ange Bleu, c'est la meilleure production du tandem Sternberg-Dietrich. » Il indique aussi que le spectateur sera comblé par « l'exquis raffinement dont témoigne la réalisation de Sternberg et par l'extraordinaire beauté des décors et de la prise de vue. »
Beaucoup de critiques de l'époque boudèrent ce film et n'en parlèrent même pas. Von Sternberg l'explique en partie ainsi : « Le film fut interdit par le gouvernement espagnol. Lequel fut, à son tour, interdit par le Généralissime Franco, mais pas avant que ses diplomates n'aient dûment protesté auprès de notre gouvernement de façon que l'œuvre soit retirée de la circulation. Le motif avancé était que l'on avait montré une Guárda civil impuissante à mater le carnaval émeutier sur le fond duquel se passait l'action. Le film, qu'on montra uniquement au Musée d'art moderne de New York, jusqu'à ce que, en 1959, il soit expédié à Venise pour participer au Festival, fut remis en circulation limitée en 1961. »

### Depuis
Nombre de spécialistes estiment aujourd'hui que ce film donne la meilleure photographie de Dietrich qui soit, avec Shanghaï Express (1932), et qu'il est plus réussi qu'on ne l'a pensé à l'époque de sa sortie.
- Pour Patrick Brion : « C'est la plus belle adaptation [du roman, et] Marlene Dietrich y est resplendissante. »[6]
- Pour Thierry de Navacelle, « La photographie est d'une beauté incroyable. Le film tourne autour de Dietrich, toujours plus ravissante, époustouflante de vie et d'insouciance. »[7]
- Pour Vincent Pinel, ce dernier film du duo von Sternberg / Dietrich est aussi celui « où le délire décoratif, poussé à l'extrême, aboutit à un cinéma proprement abstrait. » [8]
- Pour Homer Dickens : « Les prises de vue de La Femme et le Pantin sont d'une extraordinaire qualité. »[9]
- Pour Jean Tulard, ce film est une « superbe adaptation de Pierre Louÿs et l'apogée du mythe de la femme fatale symbolisée par Marlene. »[10]
- Déjà, en 1959, le critique Henri Agel évoquait « une adaptation onirique et funèbre du roman de Pierre Louÿs. » [11]

Dans son autobiographie, l'actrice écrit : « La Femme et le Pantin reste pour beaucoup un film tourné en couleurs. Ce ne fut bien sûr, pas le cas, mais les images qu'il [von Sternberg] créa sont tellement riches de lumières, d'ombres et de demi-teintes, qu'on le croit en couleur. » Le visionnage du film lui donne entièrement raison.
Parlant du film, la fille de Dietrich explique : « Des livres ont été écrits, des conférences ont été données sur ce film (...) Toutes ces études si poussées ne montrent qu'une chose à  mes yeux : c'est que le matériau est d'une telle richesse que, mis en pâture à des générations de critiques et d'analystes, les interprétations les plus contradictoires pourraient toujours être, tout à tour, tenues pour vraies. »
Le réalisateur italien Luchino Visconti, qui voit le film lors de sa projection à Venise en 1959, demande à Dietrich une copie.

## Autour du film
John Dos Passos fut contacté pour adapter le livre de Louÿs car les producteurs étaient convaincus qu'il était espagnol.
Ce film donne à Marlène Dietrich l'occasion de chanter deux chansons de Leo Robin et Ralph Rainger : If It Isn't Pain Then It Isn't Love et Three Sweethearts Have I.
De toute sa filmographie, c'était le film préféré de Marlène Dietrich, le seul dont elle détenait une copie.
Le personnage de Don Pascual faisant partie de la Garde civile espagnole et considérant qu'il déshonorait cette institution, le gouvernement espagnol demanda à la Paramount Pictures de retirer le film et d'en détruire tous les négatifs, ce qui fait que le film a été rare pendant longtemps.
Lionel Atwill ressemble beaucoup au réalisateur du film Josef Von Sternberg ; certains y voient une dimension autobiographique incluse dans le film.
Les tensions, disputes et réconciliations entre Sternberg et Dietrich furent nombreuses au cours du tournage. Tant et si bien que le réalisateur fit savoir par voie de presse — alors que le tournage n'était pas encore achevé — que ce film serait son dernier avec son actrice fétiche : « Miss Dietrich et moi avons parcouru ensemble tout le chemin possible. (...) Tout ce que j'ai dit à propos de Miss Dietrich, je l'ai dit avec ma caméra. »
Après que cette information a été rendue publique, l'Allemagne essaya de récupérer l'actrice. Sur les conseils de Goebbels, ministre de la propagande du IIIe Reich, les journaux allemands publièrent l'éditorial suivant : « Applaudissons Marlene Dietrich ! Celle-ci a enfin congédié le metteur en scène juif Josef von Sternberg, qui lui a toujours confié des rôles de prostituées et autres femmes déchues, mais jamais de personnages susceptibles d'apporter de la dignité à cette grande citoyenne et représentante du IIIe Reich. Maintenant Marlene devrait revenir dans sa Patrie, pour y assumer son rôle historique de chef de file de l'industrie cinématographique allemande, et cesser de se laisser manipuler par les Juifs d'Hollywood ! » En réaction, l'actrice fit savoir qu'elle demandait la nationalité américaine, rompant ainsi avec son pays d'origine. Cela lui sera reproché par la suite. Dietrich deviendra citoyenne américaine en juin 1939, quelque temps avant le début de la Seconde Guerre mondiale.
C'est chronologiquement la 3e adaptation du roman, après The Woman and the Puppet de Reginald Barker (1919), La Femme et le Pantin de Jacques de Baroncelli (1929), et avant La Femme et le Pantin de Julien Duvivier (1959) avec Brigitte Bardot et Cet obscur objet du désir de Luis Buñuel (1977), avec Carole Bouquet et Angela Molina.

## Distinctions

### Récompenses
- Meilleure photographie pour Josef von Sternberg et Lucien Ballard à la 3e Mostra de Venise en 1935[18].

### Nominations à la Mostra de Venise 1935
- Coupe Mussolini du meilleur film étranger 1935
- Prix de la meilleure réalisation